# Ōnakatomi no Yoshinobu
Yorimoto no Yoshinobu (大中臣 能宣, anche 大中臣能宣朝臣 Ōnakatomi no Yoshinobu Ason; 921 – 991) è stato un poeta giapponese waka del medio periodo Heian.
Suo padre era Ōnakatomi no Yorimoto. Ōnakatomi no Sukechika era suo figlio e Ise no Taifu sua nipote. È annoverato tra i Trentasei Immortali della Poesia.

## Biografia
Proveniente da una famiglia di ufficiali del Jingikan (il Consiglio dei rituali shintoisti), divenne un Jingitaifu (Vice Direttore del Consiglio) con il grado di Shoshiinoge (Senior Quarto Grado, Grado Inferiore), servendo come Saishu (Ufficiale) del Santuario di Ise.
Eletto come uno dei Cinque uomini dell'ufficio della poesia (梨壺の五人?, Nashitsubo no gonin) nel 951, entrò a far parte del Wakadokoro (Ufficio dei compilatori di poesie). Ha collaborato alla compilazione del Gosen Wakashū ed ha anche compilato letture kundoku (訓読) per i testi del Man'yōshū.
Le poesie di Ōnakatomi no Yoshinobu sono incluse in diverse antologie di poesie ufficiali, tra cui lo Shūi Wakashū. Rimane anche una collezione personale nota come Yoshinobushū (能宣集?).

Il seguente verso dell'Hyakunin Isshu è attribuito a Yoshinobu: 
 Tuttavia, è stato ampiamente accertato che non sia lui l'autore.